# Baronetes Ingilby

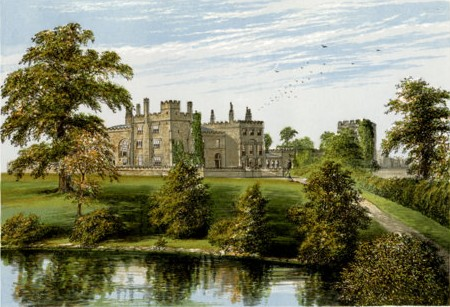
Gravura do Castelo de Ripley, a residência da família Ingilby

Foram criados três baronetcados para membros da família Ingilby/Ingleby, um no Baronetcado de Inglaterra, outro no Baronetcado da Grã-Bretanha e um terceiro no Baronetcado do Reino Unido. O último título ainda existe, enquanto as outras duas criações estão extintas.  
O Baronetcado Ingleby, de Castelo Ripley no Condado de Iorque, foi criado no Baronetado de Inglaterra em 17 de maio de 1642 para William Ingleby. Esta criação extinguiu-se com a morte do seu bisneto, o quarto baronete, em 1772.  
O Baronetcado Ingilby, do Castelo Ripley no Condado de Iorque, foi criado no Baronetado da Grã-Bretanha em 8 de junho de 1781 para John Ingilby. Ele era o filho ilegítimo do quarto baronete da criação de 1642 e herdou as propriedades da família Ingilby após a morte do pai. Mais tarde, Ingilby representou East Retford na Câmara dos Comuns. O seu filho, o segundo baronete, foi Membro do Parlamento por East Retford, Lincolnshire e Lincolnshire do Norte. Em 1807, ele já havia sucedido ao avô materno no Baronete Amcotts de Kettlethorp Park de acordo com uma cláusula especial de sucessão. No entanto, com a sua morte em 1854, ambos os baronetcados extinguiram-se.  
O Baronetcado Ingilby, de Ripley Castle no Condado de York e de Harrington no Condado de Lincoln, foi criado no Baronetado do Reino Unido em 26 de julho de 1866 para Henry Ingilby. Ele era o filho mais velho do reverendo Henry Ingilby, irmão do primeiro baronete da criação de 1781, e herdou as propriedades da família após a morte do seu primo.  
A residência da família é o Castelo Ripley, situada a 3 milhas (5 km) a norte de Harrogate, North Yorkshire.  

## Baronetos Ingleby, do Castelo Ripley (1642)

Brasão dos baronetes Ingleby de Ripley Castle

- Sir William Ingleby, 1.º Baronete (c. 1603–1652)
- Sir William Ingleby, 2.º Baronete (1621–1682)
- Sir John Ingleby, 3.º Baronete (1664–1742)
- Sir John Ingleby, 4.º Baronete (c. 1705–1772)

## Baronetos IngilbyposteriormenteAmcotts-Ingilby, do Castelo Ripley (1781)
- Sir John Ingilby, 1.º Baronete (1758–1815)
- Sir William Amcotts-Ingilby, 2.º Baronete (1783–1854)

## Baronetos Ingilby, de Ripley Castle e Harrington (1866)

Brasão dos baronetes Ingilby de Ripley Castle e Harrington

- Sir Henry John Ingilby, 1.º Baronete (1790–1870)
- Sir Henry Day Ingilby, 2.º Baronete (1826–1911)
- Sir William Ingilby, 3.º Baronete (1829–1918)
- Sir William Henry Ingilby, 4.º Baronete (1874–1950)
- Sir Joslan William Vivian Ingilby, 5.º Baronete (1907–1974)
- Sir Thomas Colvin William Ingilby, 6.º Baronete (nascido em 1955)

O herdeiro aparente ao baronetcado é James William Francis Ingilby (nascido em 1985), filho mais velho do 6.º Baronete e da sua esposa, Emma, Lady Ingilby.  